# Liste der Außenminister von Bhutan
In der folgenden Liste sind alle Außenminister von Bhutan dargestellt, die das Außenministerium des Königreich Bhutan geleitet haben, seitdem es 1972 in seiner jetzigen Form als Ministry of Foreign Affairs eingerichtet wurde.
| Nr. der Amtszeit | Name                            | Amtsantritt      | Amtsende        |
| ---------------- | ------------------------------- | ---------------- | --------------- |
| 1.               | Lyonpo Dawa Tsering             | 1972             | 1998            |
| 2.               | Lyonpo Jigme Thinley            | 1998             | 2003            |
| 3.               | Lyonpo Khandu Wangchuk          | 2003             | 2007            |
| 4.               | Yeshey Dorji (geschäftsführend) | 2007             | 2008            |
| 5.               | Lyonpo Ugyen Tshering           | 11. April 2008   | 2013            |
| 6.               | Lyonpo Rinzin Dorje             | 2013             | 2015            |
| 7.               | Lyonpo Damcho Dorji             | 2. August 2015   | 2018            |
| 8.               | Lyonpo Tandi Dorji              | 7. November 2018 | 28. Januar 2024 |
| 9.               | Lyonpo D. N. Dhungyel           | 28. Januar 2024  | amtierend       |